# ماريون زينديرستين
ماريون زينديرستين (بالإنجليزية: Marion Zinderstein)‏ مواليد 6 مايو 1896 - الوفاة 14 أغسطس 1980، كانت لاعبة كرة مضرب أمريكية وكانت تلعب باليد اليمنى. كما أنها إحدى بطلات الجراند سلام. سبق أن شاركت في دورة الألعاب الأولمبية الصيفية.

## الميداليات
| الميدالية | المسابقة                       |
| --------- | ------------------------------ |
| فضية      | الألعاب الأولمبية الصيفية 1924 |

## روابط خارجية
- ماريون زينديرستين على موقع الاتحاد الدولي لكرة المضرب (الإنجليزية)
- ماريون زينديرستين على موقع بطولة ويمبلدون (الإنجليزية)
- ماريون زينديرستين على موقع أوليمبيديا (الإنجليزية)